# معروف الإسكافي (فلم)
معروف الإسكافي، فيلم مصري لعام 1947، من إخراج فؤاد الجزايرلي. دخل الفيلم مهرجان كان السينمائي 1947.

## فريق العمل
- بشارة واكيم
- لولا صدقي
- مديحة يسري
- محمد توفيق
- مختار عثمان
- زينب صدقي
- إبراهيم حمودة
- إسماعيل يس

## روابط خارجية
- معروف الإسكافي على موقع الدهليز
- معروف الإسكافي على موقع قاعدة بيانات الأفلام العربية